# Anteros nubosus
Anteros nubosus is een vlindersoort uit de familie van de prachtvlinders (Riodinidae), onderfamilie Riodininae.
Anteros nubosus werd in 1995 beschreven door Hall, J & Willmott.